# المنت فشنگی

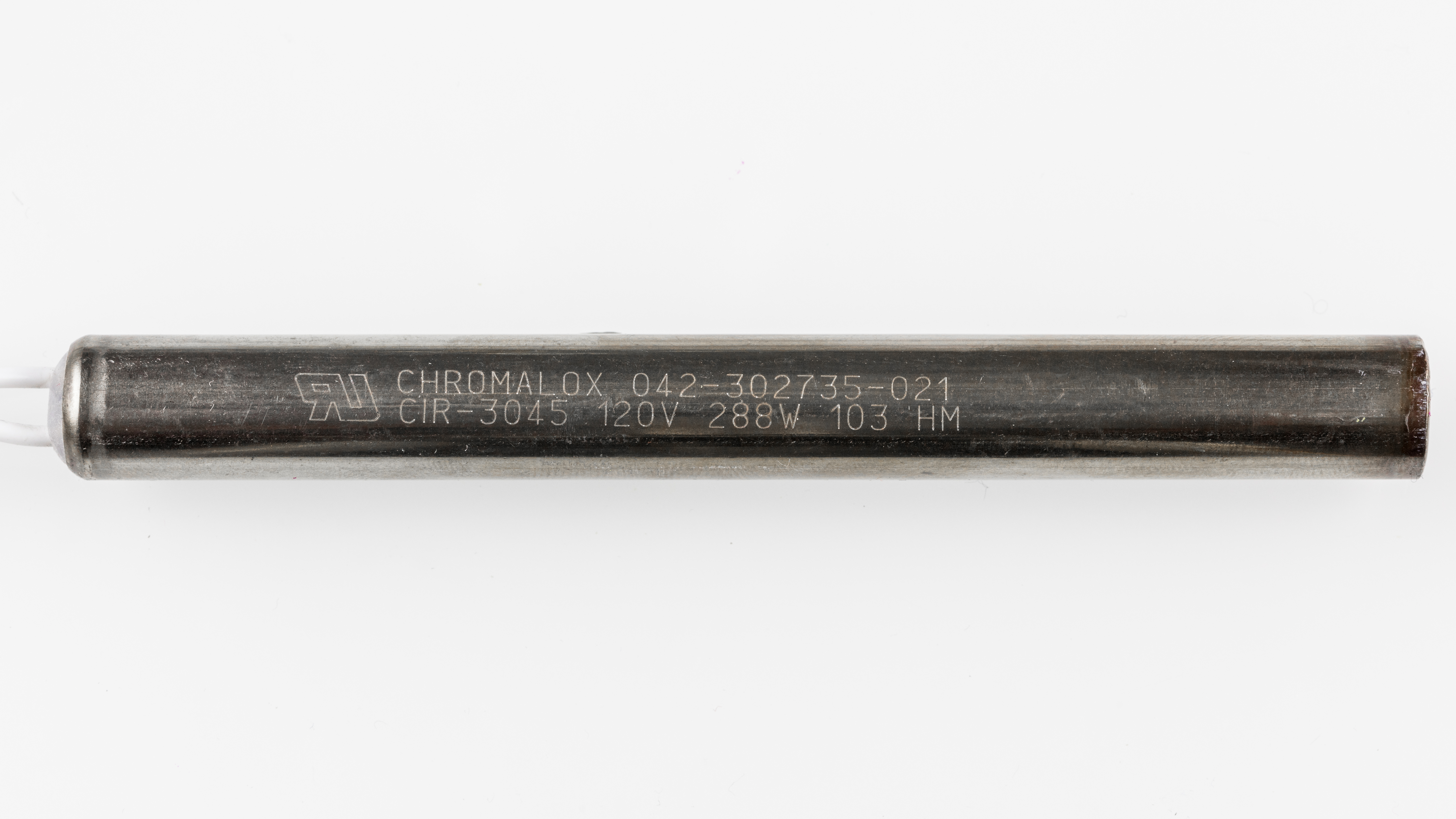
المنت فشنگی ۱۲۰ وات

المنت فشنگی یا کارتریجی (به انگلیسی:cartridge heater) نوعی المنت حرارتی لوله ای شکل و سنگین است که همانند المنت‌های گرمایی در فرایند گرم کردن صنعتی استفاده می‌شود؛ همچنین از این نوع المنت حرارتی معمولاً برای گرم کردن قطعات فلزی که درون آن‌ها سوراخ‌هایی تعبیه شده استفاده می‌شود. این المنت‌ها بهترین انتخاب برای ایجاد حرارت بالا هستند.
این المنت معمولاً بصورت سفارشی و با توجه به اینکه تراکم (چگالی) وات مرتبط با کاربرد موردنظر داشته باشد، تولید می‌شود. برای مثال طرح‌های متراکم قادر به رسیدن به چگالی وات تا ۵۰ وات بر سانتی‌متر مکعب هستند؛در حالی که برخی از طراحی‌های ویژه با درجه حرارت بالا می‌توانند به ۱۰۰ وات بر سانتی‌متر مربع برسند.
المنت فشنگی یکی از اقلام صنعتی می‌باشد که کاربرد بسیاری در صنایع دارد و سبب ایجاد حرارت می‌شوند؛ به‌طور کلی می‌توان گفت هر مکانی که در آن حرارت ایجاد می‌شود یا هر وسیله ای که نیاز به ایجاد حرارت دارد حتماً در ساختار آن از المنت استفاده شده‌است. به همین دلیل وجود این المنت باعث شده‌است که نیازهای بسیاری از جمله انتقال سریع حرارت، کاهش هزینه‌های صنایع، استهلاک پایین تا حدودی برطرف شود. هم چنین به دلیل حمل و نقل آسان و قیمت پایین، باعث انقلابی در صنایع مربوطه شده‌است و کارایی آن‌ها را دو چندان کرده‌است.
المنت‌های فشنگی کارتریج فابریک آلمان – فرانسه – تایوان ازنوع استیل و قطر ۴ میل تا قطر ۲۰ میل طول 2.5cm تا طول 70cm مخصوص دستگاه‌های بسته‌بندی و قالبهای پت – صنایع پلاستیک – سیستمهای هاترانر – تجهیزات پزشکی – سطح المنت‌ها به ما اجازه می‌دهد. که در شرایط فشرده حتی به دمایی بالغ بر ۷۰۰ درجه سانتیگراد برسیم.

## کاربردها
در هنگام استفاده از این المنت نباید نگران بود چرا که ایمنی در آن بسیار بالا است و هیچ گونه احتمال آسیب رساندن نخواهد داشت. پوشش اطراف المنت از جنس استیل می‌باشد که این امر سبب جلوگیری از زنگ زدن خواهد شد. پایین بودن قطر المنت فشنگی، بدین معنی که به دلیل دارا بودن قطر پایین باعث می‌شود نسبت به حرارتی که ایجاد می‌کند فضای کمتری اشغال کند. یکی دیگر از ویژگی‌هایی که باعث شده‌است کاربرد المنت فشنگی را افزایش دهد، مقاومت آن نسبت به ضربه و حرارت می‌باشد. با توجه به اینکه داخل المنت فشنگی سیم‌ها دور هسته ای از جنس سرامیک هستند، باعث افزایش درجه حرارت می‌شود. در ساخت این المنت‌ها از فولاد ضدزنگ استفاده شده‌است. ضدزنگ بودن المنت باعث می‌شود که در شرایط خاصی که رطوبت محیط بالا است یا داخل مخازنی که با آب پر شده‌اند بتوان از آن استفاده نمود. شاید بتوان گفت مهم‌ترین مزیت و ویژگی المنت فشنگی، سرعت انتقال حرارت آن در محیط‌های فشرده و غلیظ است؛ یعنی المنت فشنگی بهترین انتخاب برای بالا بردن حرارت در سیالات تراکم ناپذیر است و می‌تواند دمای این سیالات را در کمترین زمان افزایش داده و ویسکوزیته سیال را کاهش دهد.
استفاده از این نوع المنت برای موارد زیر نیز متداول است:
- پروژه‌های مستلزم چگالی توان بالا
- تنظیم دمای هوا در داخل دستگاه‌هایی که در معرض چگالش قرار دارند (برای مثال، پنل‌های کنترل

حرارت دادن به مایعات)
- ساخت قالب‌های لاستیکی یا پلاستیکی
- ساخت چسب‌های تفنگی
- گرمایش مخازن
- ساخت ابزار علمی و پزشکی
- میله‌های آب‌بندی
- طیف‌سنج جرمی
- سلول‌های سوختی
- اجسام نیمه هادی
- پرینترهای سه بعدی
- جوش و گرمایش پلاستیک
- ابزار اندازه‌گیری سنسور
- استخراج (اکستروژن)
- ریخته‌گری
- تولید و پردازش مواد غذایی
- کمپرسورهای HVAC
- المنت تورپیدو برای قالب‌گیری‌های تزریقی

المنت فشنگی شاید بیشترین میزان انتقال گرمایی را داشته باشد. چون به علت روکشی که دارند می‌توانند توان حرارتی زیادی ایجاد کنند. دمای این نوع المنت می‌تواند حتی به بیش از ۸۰۰ درجه سانتی گراد نیز برسد. به همین دلیل از این المنت عموماً برای ایجاد گرمای مقطعی استفاده می‌شود. هم چنین حرارت نقطه ای این المنت قدرت بسیار بالایی دارند و به همین دلیل می‌توان از آن‌ها جهت ذوب کردن نیز استفاده شود؛ نحوه کار به این صورت است که المنت در داخل این تجهیزات و سوراخ‌ها قرار می‌گیرد و حرارت را با کمترین خطا و به صورت مستقیم منتقل می‌کند.

## ساختار
به‌طور کلی می‌توان ساختار المنت فشنگی را به ۷ قسمت اصلی تقسیم کرد:
- سیم پیچ حرارتی
- عایق
- غلاف
- درزگیر
- ترمینیشن
- نوعی سیم سربی
- تراکم (چگالی وات)

## سیم پیچ حرارتی
در اصل نوعی مقاومت است که بار الکتریکی در آن ایجاد می‌شود: هم چنین این سیم پیچ سبب افزایش درجه حرارت نیز می‌شود. رایج‌ترین آلیاژ فلزی ای که در این فرایند استفاده می‌شود ترکیب نیکل و کروم می‌باشد که به آن نیکروم هم گفته می‌شود. این سیم نیکروم دور هسته سرامیکی پیچیده می‌شود. تعداد پیچ‌هایی که سیم به دور هسته سرامیکی می‌زند بستگی به میزان تراکم وات دارد. جریان متناوب (که می‌تواند به صورت دو فاز یا سه فاز باشد) وارد سیم پیچ نیکرومی شده و سیم را گرم می‌کند که در ادامه باعث گرم شدن غلاف المنت فشنگی خواهد شد.

## عایق
عایق به منظور جلوگیری از تماس سیم پیچ نیکرومی به غلاف تعبیه می‌شود. اگر این دو با هم تماس داشته باشند باعث بوجود آمدن مدار کوتاه فاجعه باری خواهند کرد که نتیجه آن ذوب شدن غلاف و از کار افتادگی جدی ابزارالات خواهد بود. برای جلوگیری از تماس سیم پیچ با غلاف، در زمان وارد کردن سیم پیچ به درون غلاف به سرعت آن را با اکسید منیزیم (MgO) پر می‌کنند. برای اطمینان داشتن از اینکه اکسید منیزیم تمامی فضای خالی میان سیم پیچ و غلاف را پر می‌کند المنت فشنگی را در حالت ویبره پر می‌کنند.

## غلاف
غلاف قسمتی از المنت فشنگی است که با موادی که قرار است آنها را گرم کند تماس برقرار می‌کند. انواع مختلفی از آلیاژ باتوجه به کاربرد المنت می‌توان در این بخش استفاده کرد. معمول‌ترین آلیاژهای مورد استفاده فولاد ضدزنگ شماره ۳۰۴ و همچنین شماره ۳۱۶ هستند. همچنین از اینکولی (Incoloy) شماره ۸۰۰ نیز می‌توان استفاده کرد. اینکولی بالاترین رنج دمایی را دارد و یک ابر آلیاژ به حساب می‌آید.

## درزگیر
پس از اینکه المنت فشگی با Mgo پر شد درزگیر (مهر و موم) به انتهای باز المنت (جایی که سیم پیچ نیکروم قرار دارد) اعمال می‌شود؛ این فرایند باعث می‌شود که MgO از سیم پیچ بیرون نریزد. همچنین از ورود آلودگی‌هایی مانند بقایای پلاستیک، هوا یا رطوبت به المنت جلوگیری می‌کند.

## ترمینیشن
از آنجا که المنت‌های فشنگی ممکن است با خروج مستقیم یا زاویه دار سیم‌های سربی خاموش شوند تولیدکنندگان باید مراقب باشند که سیم‌ها در معرض دمای بالاتر از حداکثر درجه سیم قرار نگیرند. به منظور جلوگیری از آسیب سیم سربی از دما، حرکت یا آلودگی، سیم سربی را می‌توان با یک لوله فلزی، فلز یا پوشش سیلیکونی محافظت کرد.

## نوعی سیم سربی
بسته به طراحی ماشین مورد نظر و اینکه المنت فشنگی در چه قسمتی از ماشین قرار می‌گیرد نوع سیم‌های مورد استفاده فرق می‌کند. فایبرگلاس معمولاً برای المنت‌های فشنگی و سایر کاربردهای با دمای بالا مانند مهار سیم کشی خودرو و تجهیزات صنعتی استفاده می‌شود. انواع دیگر مورد استفاده فایبرگلاس آغشته به سیلیکون و لاستیک سیلیکون است.

## مشخصات فنی
- قطر المنت (سانتی‌متر)
- طول المنت (سانتی‌متر)
- مقدار سیم پشت المنت (سانتی‌متر)
- توانهای مختلف (W) وات
- ولتاژ کاری‌های مختلف (V) ولت

## موارد سفارشی سازی
(سفارشی سازی: تولید یا تغییر محصولات یا خدمات با توجه به نیازها و اولویت‌های خریدار یا کاربر)
برخی از رایج‌ترین سفارشی سازی المنت فشنگی موارد زیر می‌باشند:
- ترموکوپل داخلی
- غلاف‌های رشته‌ای
- مهر و موم‌های پلاستیکی
- المنتهای حرارتی مربعی
- ساخت سه فاز
- بخش‌های بدون حرارت